# Pseudostenophylax incisus
Pseudostenophylax incisus är en nattsländeart som först beskrevs av Curtis 1834.  Pseudostenophylax incisus ingår i släktet Pseudostenophylax och familjen husmasknattsländor. Utöver nominatformen finns också underarten P. i. borealis.